# جون ليستر (سياسي)
جون ليستر (بالإنجليزية: John Lister)‏ هو فلاح وسياسي أسترالي، ولد في 13 مايو 1875 في لنكولنشاير في المملكة المتحدة، وتوفي في 4 أكتوبر 1935 في توومبا في أستراليا. حزبياً، نشط في Nationalist Party (Australia) ‏. وقد انتخب عضو مجلس النواب الأسترالي عن دائرة Division of Corio ‏ (5 مايو 1917 – 12 أكتوبر 1929).